# Narcos
Narcos er en amerikansk krimiserie produceret af Chris Brancato, Carlo Bernard og Doug Miro.
De to første sæsoner er filmet i Colombia og handler om den magtfulde narkobaron Pablo Escobar, som blev milliardær gennem sin kæmpeproduktion af kokain.
Tredje sæson foregår efter Pablo, hvor Cali-kartellet styrer kokainen i New York. Serien viser også narkobaronernes fjender, deriblandt det amerikanske narkopoliti.

## Handling
Sæson 1 og 2 foregår omkring Pablo Escobar og hans kartel, Medellínkartellet. 
Sæson 1 starter i de tidlige 70'ere, da han først begyndte at producere kokain, til juli i 1992. Serien er fortalt fra Steve Murphys synsvinkel, en amerikansk narkobetjent som arbejder i Colombia. Escobar begynder at smugle alkohol og cigaretter ind i Colombia sammen med sin fætter, Gustavo Gaviria, i en tid hvor det var strengt forbudt. Escobar møder en mand fra Chile ved navn Mateo Moreno, som introducerer Pablo til kokain. De udvider Morenos lille forretning sammen ved at bygge større, og ved at bruge Carlos Lehder til at transportere kokainen i fly til Miami. Moreno dør på mystisk vis, og Pablo skaber det frygtede Medellínkartel. Sæson 1 viser op til 1992, hvor Pablo bygger sit eget fængsel.
Sæson 2 starter, hvor sæson 1 sluttede. Pablo og hans sicarios flygter fra fængslet. Derefter følger det hans liv på flugt, indtil han bliver skudt på et tag i en slum i Medellín.
Sæson 3 handler om Cali-kartellet og dets operationer i New York.